# Amt Krempermarsch
Het Amt Krempermarsch is een Amt in de Duitse deelstaat Sleeswijk-Holstein. Het wordt gevormd door tien gemeenten in de Kreis Steinburg. Het bestuur is gevestigd in Krempe.

## Deelnemende gemeenten
| 1. Bahrenfleth 2. Dägeling 3. Elskop 4. Grevenkop | 1. Krempe, stad 2. Kremperheide 3. Krempermoor | 1. Neuenbrook 2. Rethwisch 3. Süderau |

## Geschiedenis
In 1948 werd het Amt Neuenbrook gevormd door de gemeenten Neuenbrook, Dägeling, Grevenkop en Rethwisch. In 1956 fuseerde Neuenbrook met het Amt Kremperheide bestaande uit de gemeenten Bahrenfleth, Kremperheide en Krempermoor. In 1969 trad de stad Krempe toe tot het Amt waarbij de huidige naam werd aangenomen. In 1970 voegden de gemeenten Elskop en Süderau zich bij het Amt.